# Sonia von Schrebler
Sonia Schrebler García, más conocida por el nombre artístico de Sonia La Única (Valparaíso, 9 de abril de 1929 - Santiago de Chile, 14 de septiembre de 2018), fue una cantante chilena de canción melódica y boleros.

## Biografía
Hija de Augusto Schrebler y de la cantante Cora Santa Cruz, comenzó su carrera como dúo vocal junto a su hermana Myriam a la edad de once o diez años en 1941 en Radio Carrera. Al año siguiente se hicieron sus primeras grabaciones. Aparecieron como el dúo Sonia y Myriam hasta 1950 y entre 1957 y 1964, cuando realizaron giras de conciertos a través de Chile, Argentina, Brasil, Cuba, México, Venezuela y Estados Unidos.
Después de la separación del dúo, Sonia se fue a México, donde comenzó una carrera como solista bajo el nombre de Sonia la Única, luego de que el también cantante mexicano Armando Manzanero la llamara así. En 1980, fundó el sello discográfico SyM con su hermana en Santiago en la que, salieron grabaciones de músicos como Hugo Moraga, Eduardo Gatti, Gloria Simonetti, Oscar Andrade y Miguel Piñera y varias de sus propias grabaciones de las canciones que Violeta Parra. En 2001, las hermanas recibieron la distinción de «figuras fundamentales de la música chilena» de la SCD. En 2003 dieron su último concierto juntas en el Teatro Municipal de Viña del Mar con la orquesta de Juan Azúa.
Se casó con el destacado arquitecto chileno Jorge Vidal Vargas, con quien fueron padres de Jorge Vidal Schrebler, María Alexandra Vidal Schrebler y Claudia Vidal Schrebler.